# Larry Yuma
Larry Yuma naslovni je lik talijanske western serije stripova koji su stvorili crtač Carlo Boscarato i autor stripa Claudio Nizzi. Objavljen je u časopisu za stripove Il Giornalino od 1971. do 1992. godine, ukupno 164 epizode. Na strip su snažno utjecali talijanski Spaghetti Westerni.

## Vanjske poveznice
- (talijanski) Larry Yuma  Arhivirana inačica izvorne stranice od 8. svibnja 2016. (Wayback Machine) sul sito delle Edizioni Paoline
- (talijanski) Larry Yuma sul sito "Slumberland. L'Enciclopedia del fumetto on-line"
- http://connect.collectorz.com/comics/database/larry-yuma?viewType=cover  Arhivirana inačica izvorne stranice od 11. veljače 2021. (Wayback Machine)